# Isabella Amara
Isabella Amara (* 9. Oktober 1998 in Atlanta, Georgia) ist eine US-amerikanische Schauspielerin.

## Werdegang
Isabella Amara stammt aus Atlanta und stand zum ersten Mal im Alter von 11 Jahren vor der Kamera, in der Rolle der Rose im Film The Wizard of Agni. Nach einigen Rollen in Kurzfilmen übernahm sie 2012 eine kleine Rolle im Film Joyful Noise. Weitere Filmauftritte folgten etwa in Empire State – Die Straßen von New York oder Secret Agency – Barely Lethal.
2016 spielte sie die Teenagerrolle der von Melissa McCarthy dargestellten Michelle Darnell im Film The Boss. 2017 spielte sie ihre erste größere Rolle als Claire, der Filmtochter von Woody Harrelson und Laura Dern im Film Wilson – Der Weltverbesserer. Ebenfalls in diesem Jahr übernahm sie in der Marvel-Verfilmung Spider-Man: Homecoming die Rolle der Schülerin Sally Avril. Diese Rolle übernahm sie auch in Avengers: Infinity War, welcher 2018 erschien. Seit 2018 ist sie zudem als Bella Ellis in der Serie Queen America zu sehen.

## Filmografie (Auswahl)
- 2010: The Wizard of Agni
- 2010: Tryouts (Kurzfilm)
- 2011: Small World (Kurzfilm)
- 2012: Joyful Noise
- 2013: Empire State – Die Straßen von New York (Empire State)
- 2015: Secret Agency – Barely Lethal (Barely Lethal)
- 2016: The Boss
- 2016: School Survival: Die schlimmsten Jahre meines Lebens (Middle School: The Worst Years of My Life)
- 2017: Wilson – Der Weltverbesserer (Wilson)
- 2017: Spider-Man: Homecoming
- 2017: Nashville (Fernsehserie, 2 Episoden)
- 2018: The Tale – Die Erinnerung (The Tale)
- 2018: Alex Strangelove
- 2018: Avengers: Infinity War
- 2018–2019: Queen America (Fernsehserie, 8 Episoden)
- 2022: Euphoria (Fernsehserie, 2 Episoden)
- 2022: Rache auf Texanisch (Vengeance)